# Septicflesh
Septicflesh dříve známí jako Septic Flesh (v českém překladu hnisající maso) je symfonická death metalová kapela z Řecka založena v roce 1990. Kapela nahrála 5 alb ve spolupráci s Pražským filharmonickým orchestrem, počínaje albem Communion.

## Historie
Kapela byla založena, pod názvem Septic Flesh, v březnu 1990 v Aténách Sotirem Vayenasem (kytara), Spirem Antonionem (basa a zpěv) a Christem Antoniem (kytara). Po roce vydali své debutové EP Temple of the Lost Race (v prosinci 1991). Kapela vydala své první studiové album Mystic Places of Dawn v dubnu 1994, bylo nahráno ve studiu Storm s koprodukcí Maguse “Wampyra” Daolotha (bývalého klávesisty Rotting Christ). Poté následovalo album Έσοπτρον (Esoptron, červen 1995), jež vedle tradičního death metalu obsahuje prvky doom metalu. Hudba byla složena Sotirisem a nahrána pouze dvojicí Sotiris a Spiros; Christos se kvůli studiím nahrávání neúčastnil. Následující album Ophidian Wheel (duben 1997) se nese v duchu gothic metalu, vedle trojice původních členů se na něm jako hostující vokalistka objevuje zpěvačka Natalie Rassoulis. Stylově podobné jsou pak EP The Eldest Cosmonaut (1998) a LP A Fallen Temple (březen 1998), jež obsahují čistě orchestrální skladby. Tímto albem je pak završena první etapa tvorby Septic Flesh.
V říjnu 1999 vychází Revolution DNA, které znamenalo velkou změnu ve stylu směrem k rocku. Album se skupinou nahrál bubeník Akis Kapranos (Lethe). Kapela také začala více koncertovat, 21. srpna 1999 zahráli v ČR na čtvrtém ročníku festivalu Brutal Assault. V únoru 2003 vyšlo album Sumerian Daemons, jenž opět přineslo změnu stylu. Původní death metalové prvky byly obohaceny o moderní zvuk a o melodie typické pro jejich gothickou a rockovou éru. Na albu se objevuje také klávesista George Tamvakologos a jako hosté opět Natalie Rassoulis a Gore (Antonis Kotzias) z Horrified.

### Rozpad
Skupina se rozpadla v říjnu 2003, po rozpadu se členové kapely přesunuli do jiných existujících projektů: Chris Antoniou pokračoval s vlastní kapelou Chaostar, která vznikla v roce 1998. Spiros, Christos a nový bubeník Fotis Bernardo založili deathcoreovou skupinu The Devilwork, se kterou vydali jediné album Deathrow.

### Návrat
V únoru 2007 Septic Flesh oznámili návrat na řeckém metalovém festivalu Metal Healing Festival. Krátce na to se členové znovu setkali, aby nahráli sedmé album, pro francouzského vydavatele Season of Mist. Dle kytaristy a skladatele Christa Antonia nahrávání doprovázel celý orchestr a sbor, čítající 80 muzikantů a 32 zpěváků. Nové album Communion nahráli ve studiu Fredmen ve Švédsku, vyšlo v dubnu 2008. V tomto čase se také kapela přejmenovala ze Septic Flesh na Septicflesh.
Se českým symfonickým orchestrem (Filharmonici města Prahy) nahráli jak Communion, tak následující alba The Great Mass (duben 2011), Titan (červen 2014), Codex Omega (září 2017) a Modern Primitive (květen 2022). Po albu Titan Fotise Bernarda na bubenické pozici vystřídal Kerim "Krimh" Lechner. Jakožto kytarista se ke kapele roku 2018 připojil Dinos "Psychon" Prassas, jež s kapelou od roku 2009 vystupuje na jevišti, kde nahrazuje Sotirise, jež se kvůli své práci koncertování většinou nemůže účastnit.

## Diskografie

### Alba
- Mystic Places of Dawn (1994)
- Esoptron (1995) – v originále Εσοπτρον
- Ophidian Wheel (1997)
- A Fallen Temple (1998)
- Revolution DNA (1999)
- Sumerian Daemons (2003)
- Communion (2008)
- The Great Mass (2011)
- Titan (2014)
- Codex Omega (2017)
- Modern Primitive (2022)

### EP
- Temple of the Lost Race (1991)
- The Eldest Cosmonaut (1998)
- Reconstruction (2023)

### Dema
- Forgotten Path (1991) - znovu vydáno jako Forgotten Path (The Early Days) roku 2000
- Morpheus Awakes (1993)

### Živá alba
- Live in Toulouse (2014)
- Infernus Sinfonica MMXIX (2020)